# 紀元前440年
紀元前440年（きげんぜん440ねん）は、ローマ暦の年である。
当時は、「プロクルス・ゲガニウス・メケリヌスとルキウス・メネニウス・アグリッパエ・ラナトゥスが共和政ローマ執政官に就任した年」として知られていた（もしくは、それほど使われてはいないが、ローマ建国紀元331年）。紀年法として西暦（キリスト紀元）がヨーロッパで広く普及した中世時代初期以降、この年は紀元前440年と表記されるのが一般的となった。

## 他の紀年法
- 干支 : 辛丑
- 日本
  - 皇紀221年
  - 孝昭天皇36年
- 中国
  - 周 - 考王元年
  - 秦 - 躁公3年
  - 晋 - 哀公12年
  - 楚 - 恵王49年
  - 斉 - 宣公16年
  - 燕 - 成公15年
  - 趙 - 襄子36年
  - 魏 - 文侯6年
- 朝鮮
  - 檀紀1894年
- ベトナム :
- 仏滅紀元 : 105年
- ユダヤ暦 : 3321年 - 3322年

## できごと

### ギリシア
- デロス同盟の自治メンバーでアテナイの主要な同盟国であるサモスはミレトスと交戦し、アテナイに助けを求めたが、ペリクレスはミレトスを助けることを決定したため、サモスは反発した。ペリクレスはサモスに軍を向け、独裁政府を倒して民主政府を樹立した。スパルタも介入する姿勢を見せたが、ペロポネソス同盟の評議会での選挙の結果、サモスの代理として干渉しないことに決まった。

### 共和政ローマ
- 飢饉が古代ローマを襲った。

### 中国
- 考王が周の王となった。

### 物理学
- デモクリトスが原子と呼ばれる分割不可能な粒子の概念を提案した。

### 芸術
- ポリュクレイトスが彫刻Doryphorusを完成させた。
- エレウシスで出土した石碑Demeter, Persephone and Triptolemosが作られた。この石碑は現在はアテネ国立考古学博物館に展示されている。
- スニオンでポセイドンの神殿が建設された。

## 死去
- Ducetius:シチリア州の建国者